# St. Jakobus der Ältere (Unterpfraundorf)

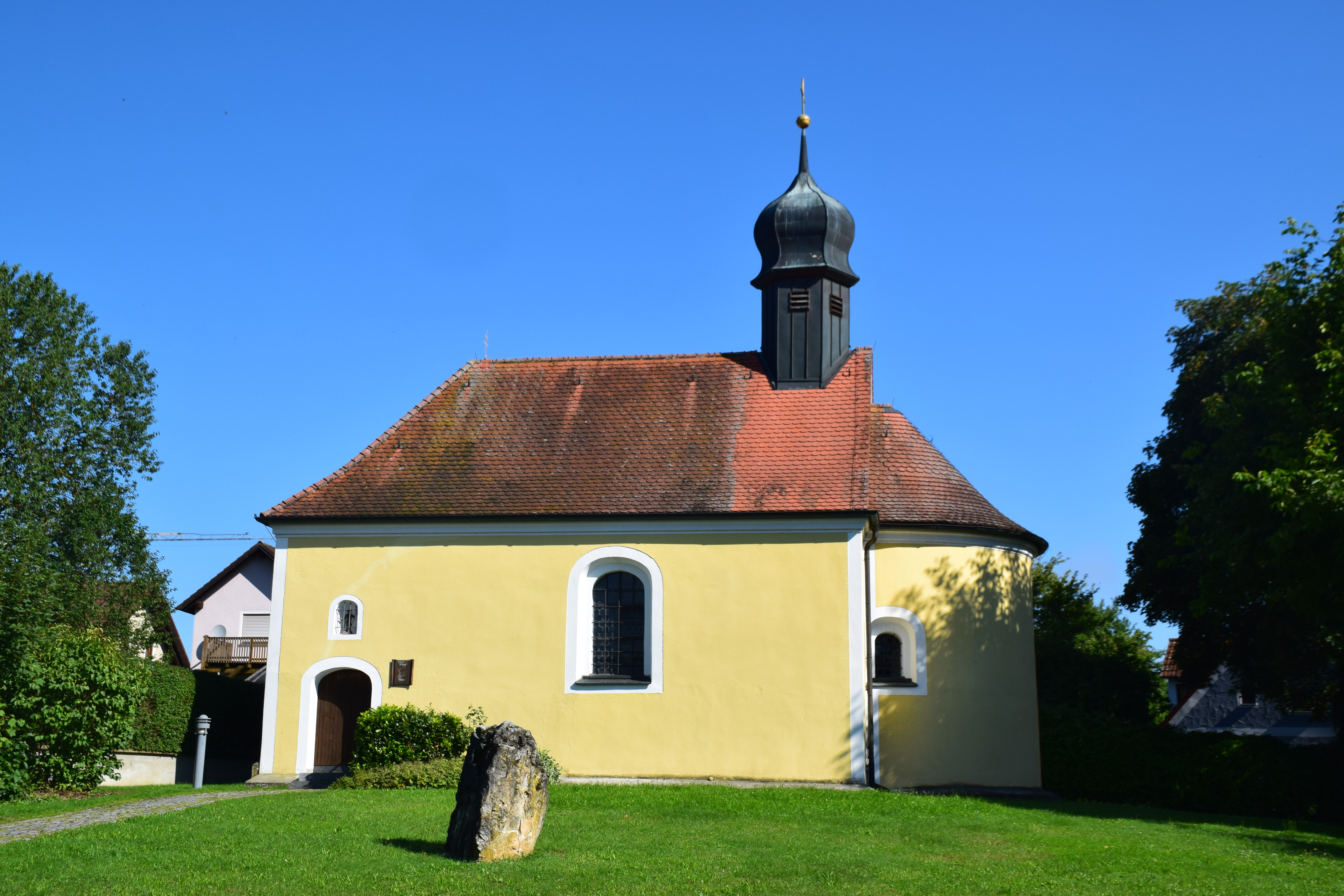
St. Jakobus der Ältere (Unterpfraundorf)

Die römisch-katholische, denkmalgeschützte Filialkirche St. Jakobus der Ältere steht in Unterpfraundorf, einem Gemeindeteil des Marktes Beratzhausen im Landkreis Regensburg in der Oberpfalz. Sie gehört zum Bistum Regensburg. Das Bauwerk ist unter der Denkmalnummer D-3-75-118-42 als Baudenkmal in die Bayerische Denkmalliste eingetragen.

## Beschreibung
Die Saalkirche wurde 1683 anstelle eines kleineren Vorgängerbaus errichtet. Sie besteht aus einem Langhaus und einem eingezogenen, halbrund geschlossenen Chor. Aus dem Dach des Langhauses erhebt sich im Osten ein sechseckiger Dachreiter, der den Glockenstuhl beherbergt und der mit einer Zwiebelhaube bedeckt ist. 
Der Innenraum des Langhauses ist mit einer Flachdecke mit Hohlkehle überspannt, der des Chors mit einem Stichkappengewölbe. Zur Kirchenausstattung gehört ein Hochaltar, der 1683 gebaut wurde.